# Ernst II. (Sachsen-Gotha-Altenburg)

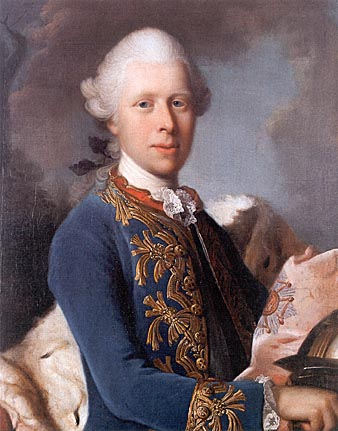
Herzog Ernst II. von Sachsen-Gotha-Altenburg

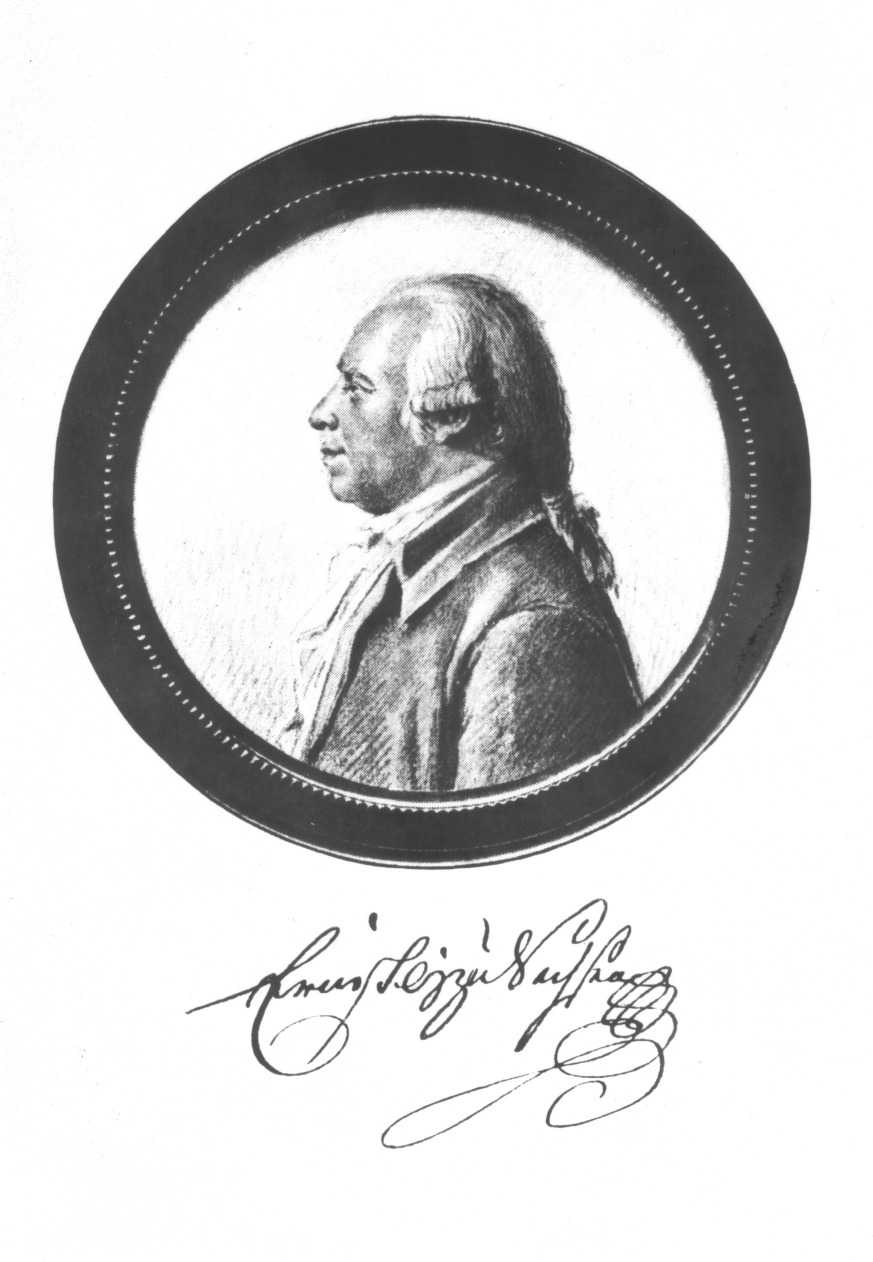
Herzog Ernst II. von Sachsen-Gotha-Altenburg

Ernst II. Ludwig von Sachsen-Gotha-Altenburg (* 30. Januar 1745 in Gotha; † 20. April 1804 ebenda) war von 1772 bis zu seinem Tod Landesfürst des thüringischen Herzogtums Sachsen-Gotha-Altenburg und entstammte der Linie Sachsen-Gotha-Altenburg der ernestinischen Wettiner. Er war von den Ideen der Aufklärung beeinflusst.

## Leben
Ernst war ein Sohn des Herzogs Friedrich III. von Sachsen-Gotha-Altenburg (1699–1772) und der Herzogin Luise Dorothea (1710–1767) aus dem Haus Sachsen-Meiningen. Nach dem Tod seines älteren Bruders, des Erbprinzen Friedrich Ludwig, der 1756 im Alter von 21 Jahren gestorben war, kümmerte sich die Herzogin sehr intensiv um die Ausbildung der Prinzen Ernst und August (1747–1806). Sie wurden von ausgewählten Hauslehrern in literarischen, wissenschaftlichen und kameralischen Bereichen unterrichtet.
1768–1769 unternahmen beide Prinzen eine Bildungsreise, die sie auch nach den Niederlanden, England und Frankreich führte. Ernst lernte dabei wichtige Persönlichkeiten der Politik, der Wissenschaften und Kunst kennen.
Herzog Ernst II. war als liberaler und aufgeklärter Herrscher vielseitig künstlerisch und wissenschaftlich interessiert und entwickelte ein zielstrebiges Regime. Er förderte das Bildungswesen, die Wirtschaft, das Theater, die Kunstsammlungen, die Bibliothek sowie die Naturwissenschaften in seinem Land, das damit die Spitzenstellung der sächsischen Herzogtümer in Thüringen erreichte. Privat interessierte er sich besonders für Astronomie und Physik. Er berief auf all diesen Gebieten kompetente Fachleute. 1783 gewährte er nach Vermittlung Goethes dem Maler Tischbein (Goethe-Tischbein) ein Stipendium für dessen zweiten Rom-Aufenthalt, in dessen Ergebnis ein Historienbild (Konradin von Schwaben und Friedrich von Oesterreich vernehmen beim Schachspiel ihr Todesurteil) an den Gothaer Hof gelangte.
Für seine speziellen Interessen gewann er den bedeutenden Astronomen Franz Xaver von Zach für Gotha. Mit ihm errichtete er die Sternwarte Gotha, die sich zu einem europäischen Zentrum der Astronomie entwickelte.
Nach seinen Vorstellungen entstand ab 1769, zeitgleich mit dem Dessau-Wörlitzer Gartenreich, mit dem Herzoglichen Park im Süden der Gothaer Residenz Schloss Friedenstein, eines der frühesten Beispiele eines Englischen Gartens auf dem Kontinent. Für die Planungen konnte er durch verwandtschaftliche Beziehungen über seine Tante Augusta von Sachsen-Gotha-Altenburg deren Gärtner John Haverfield aus Kew Gardens gewinnen. Dessen Pläne wurden bis 1813 durch den Hofgärtner Christian Heinrich Wehmeyer umgesetzt.
Es gelang ihm so, Gotha zu einer trotz der geringen Größe weit beachteten Stadt zu machen, die von vielen bedeutenden Vertretern der damaligen Zeit (u. a. von Goethe) mehrfach besucht wurde.
Seit 1774 war er Freimaurer in der Großen Landesloge von Deutschland und Mitglied der Gothaer Loge ‚Zum Rautenkranz‘, 1775 Landesgroßmeister der Großen Landesloge von Deutschland (Zinnendorfisches System), und bewirkte 1784 den Anschluss der Gothaer Loge an den Eklektischen Bund. Er wurde 1783 Mitglied der Illuminaten unter dem Ordensnamen ‚Quintus Severus‘, bzw. ‚Timoleon‘, 1784 ‚Inspektor‘ von ‚Abessinien‘ (das war im Orden der Name für Obersachsen) und Coadjutor des Nationaloberen, 1785 ‚National‘ des Ordens in Deutschland und ‚Docet‘. Er förderte seit 1787 den Plan zum ‚Bund der deutschen Freimaurer‘ und gewährte Adam Weishaupt nach dessen Flucht aus Ingolstadt Asyl in Gotha.
Unter dem Eindruck der Französischen Revolution wollte er abdanken und in die Schweiz oder Vereinigten Staaten auswandern, wofür er durch seine Hofbeamten Land in der Gegend um Montgomery erwerben und 1796 von Joseph Ramée ein Landhaus entwerfen ließ. Die Bücher seiner amerikanischen Bibliothek, die mit ihm über den Ozean reisen sollten, ließ er republikanisch in graublaue Papp- und Papierumschläge einbinden, die heute noch erhalten sind. Letztlich blieb er aber in Gotha.
Unter Herzog Ernst II. musste die Münzstätte Gotha ihren Betrieb einstellen. Das gewaltige Volumen thüringischer Kleinmünzen und das zugeflossene ausländische Geld als Folge der verfehlten Münzpolitik seines Vaters war ein wesentlicher Grund für die Betriebsruhe seiner Münzstätte von 1776 bis 1828. Die alten Münzgebäude ließ der Herzog 1799 abreißen.

## Begräbnis

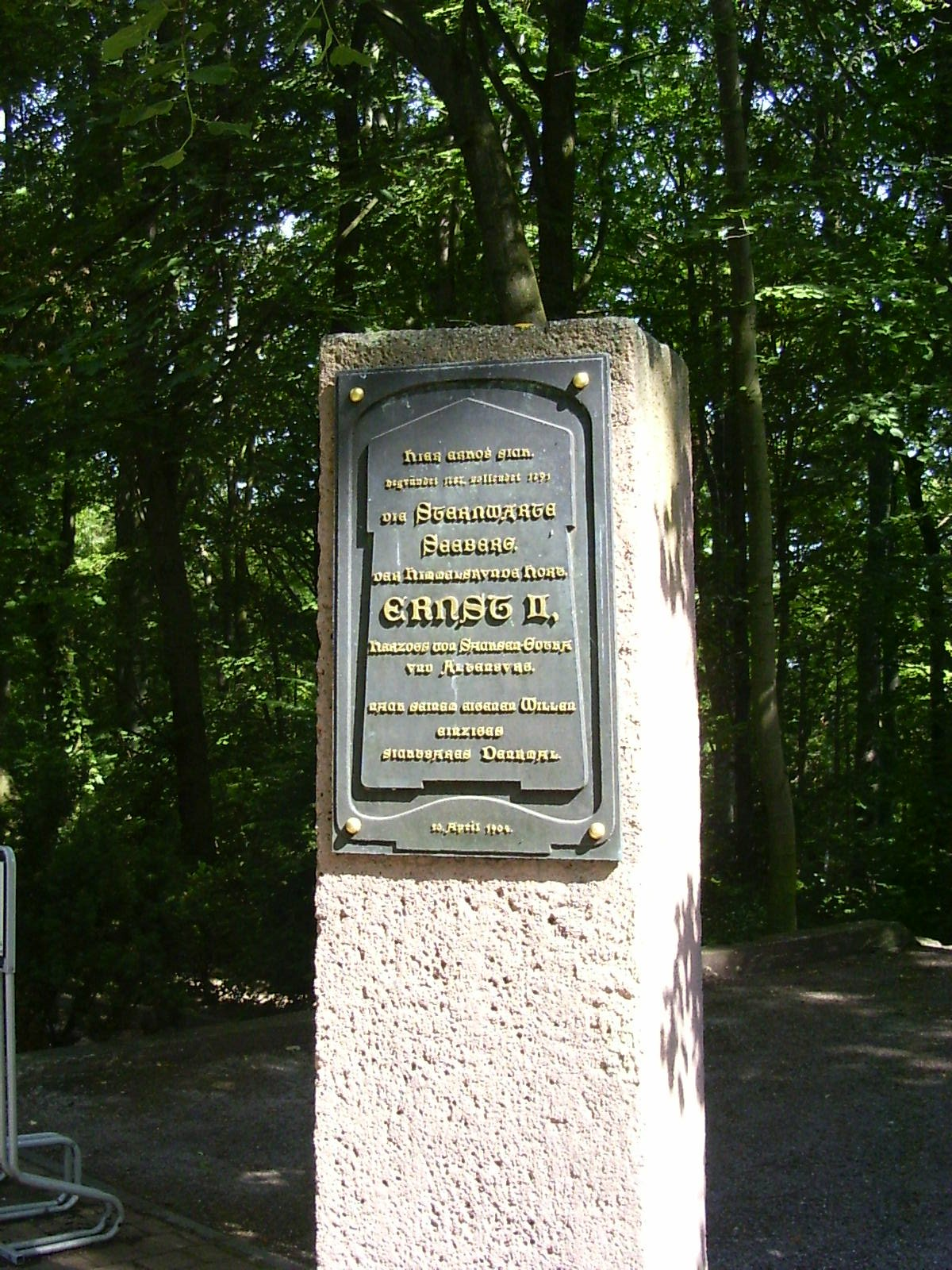
Gedenktafel für Ernst II. auf dem Gelände der einstigen Sternwarte

Ernst II. hatte verfügt, „in ein leinenes Tuch in gewöhnlicher alltäglicher Kleidung gewickelt und solchergestalt in die blanke Erde begraben zu werden.“ Seine letzte Ruhestätte fand er auf der Insel im Großen Teich des Schlossparkes, wo er ohne Sarg und in einfacher Reiteruniform in einer mit Rasen ausgelegten Grube bestattet wurde. Darüber hinaus hatte er in seinem Testament festgehalten: „Ausdrücklich verbitte ich mir jedes zu meinem Andenken zu errichtende Denkmal, es sei ein Leichenstein, Grabschrift oder irgendein Monument bei oder auf meinem Grabe. Will man einen Baum darauf pflanzen, so habe ich nichts dagegen einzuwenden, damit meine gänzliche Auflösung nicht aufgehalten, vielmehr durch letztgedachte vermehrte Vegetation eher befördert und nützlich werde“ Diesem Wunsch entsprechend wurde auf seinem Grab eine Akazie, Symbolbaum der Freimaurer, gepflanzt.
Abgesehen davon sollte lediglich die ab 1787 auf sein Betreiben hin errichtete Seeberg-Sternwarte als „einzig sichtbares Zeichen“ seiner Existenz an ihn erinnern. Nachdem der ursprüngliche Bau der Sternwarte jedoch 1904 wegen Baufälligkeit abgebrochen werden musste, ließ der Gothaer Gymnasialdirektor und Amateurastronom Carl Rohrbach im selben Jahr an einem der noch verbliebenen einstigen Instrumentenpfeiler eine Gedenktafel mit Hinweis auf die Sternwarte und Herzog Ernst II. anbringen. Dieses Denkmal steht bis heute im Außenbereich der seinerzeit errichteten Gaststätte „Alte Sternwarte“.

## Rezeption
Der an den Wissenschaften ebenso wie an der Freimaurerei und dem Illuminatentum interessierte Herzog galt bei seinen Untertanen als ein Mann mit magischen Fähigkeiten. Bis heute hat sich in Gotha die Sage erhalten, wonach Ernst II. das Feuer „bannen“ konnte. Bei einem Brand soll er auf einem Schimmel dreimal um die Feuerstelle geritten sein und geheime Beschwörungsformeln gemurmelt haben, um das Feuer am weiteren Ausbreiten zu hindern. Sofort nach dem „Bannen“ des Brandes habe er jedoch schnellstmöglich das jenseitige Ufer des nächstliegenden Gewässers erreichen müssen, damit ihm die Flammen nicht nachschlugen.

## Nachkommen
Im März 1769 vermählte sich Ernst mit Prinzessin Charlotte von Sachsen-Meiningen (1751–1827), Tochter des Herzogs Anton Ulrich von Sachsen-Meiningen. Aus dieser Ehe gingen vier Söhne hervor, von denen zwei das Erwachsenenalter erreichten:
- Ernst (1770–1779), Erbprinz von Sachsen-Gotha-Altenburg
- August (1772–1822)
- Friedrich IV. (1774–1825), letzter Herzog von Sachsen-Gotha-Altenburg
- Ludwig (*/† 1777)